# Lirim Qamili
Lirim Qamili (født 4. juni 1998 i Glostrup) er en nordmakedonsk/dansk professionel fodboldspiller, der spiller for Sønderjyske Fodbold som venstre kant. 
Han er født i Danmark af nordmakedonske forældre med albanske rødder og repræsenterer Nordmakedoniens fodboldlandshold.

## Karriere
Han er opfostret i Hvidovre IF, men skiftede til AC Horsens i Superligaen i 2020. I december 2022 skiftede han tilbage til Hvidovre og var med til at rykke klubben op i Superligaen i 22/23 sæsonen af 1. division.
Han spillede for Hvidovre IF i Superliga-sæsonen 23/24 og scorede tre mål inden han rykkede ned i 1. division med sin klub. I 2024 blev han solgt til Sønderjyske Fodbold i Superligaen og scorede tre mål og leverede et oplæg i sine første seks kampe i Superligaen.

## Landsholdskarriere
Han er født i Danmark, men begge forældre er fra Nordmakedonien af albansk afstamning. I oktober 2020 blev han indkaldt til landsholdstjeneste for Albaniens U21-landshold. I marts 2024 blev han udtaget til Nordmakedoniens fodboldlandshold for første gang. Han fik debut for Nordmakedonien den 22. marts 2024 i en venskabskamp mod Moldova. Kampen endte 1-1.

## Privat
Han har arbejdet i sin fars pizzeria, sideløbende med sin fodboldkarriere, da han spillede i Hvidovre IF.